# フランクリン遠征

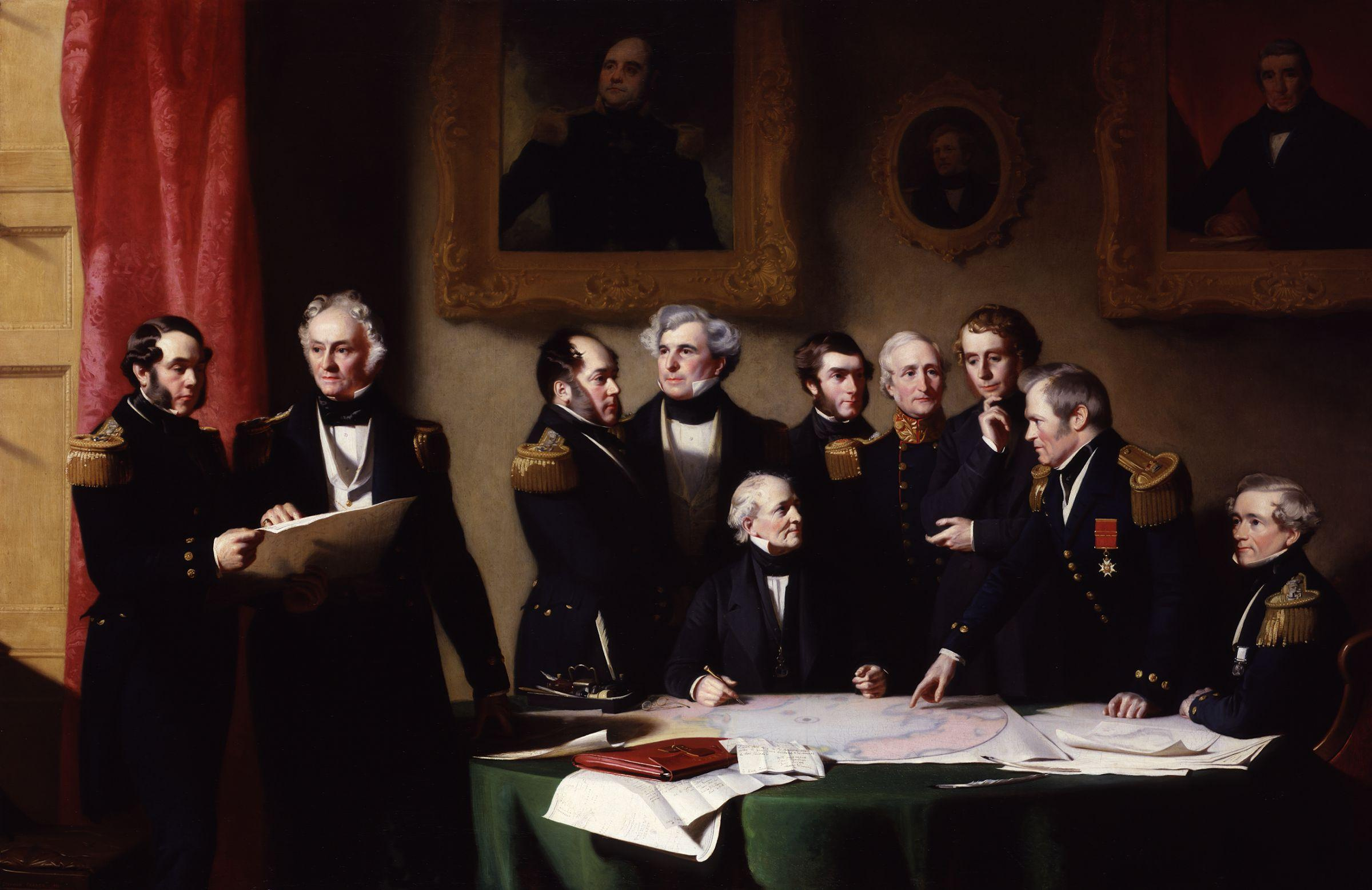
『ジョン・フランクリン卿捜査を計画する北極委員会』、スティーブン・ピアース画、1851年、左からジョージ・バック、ウィリアム・エドワード・パリー、エドワード・バード、ジェイムズ・クラーク・ロス、ジョン・バロウ・ジュニア、フランシス・ボーフォート、 エドワード・サビーン、ウィリアム・アレクサンダー・ベイリー・ハミルトン、ジョン・リチャードソン、フレデリック・ウィリアム・ビーチー

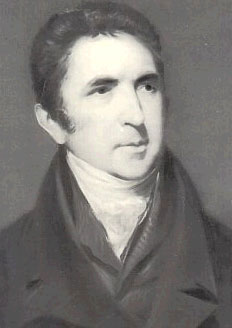
ジョン・バロウ卿、海軍本部副大臣として長く務めた間に北西航路の発見を提唱した

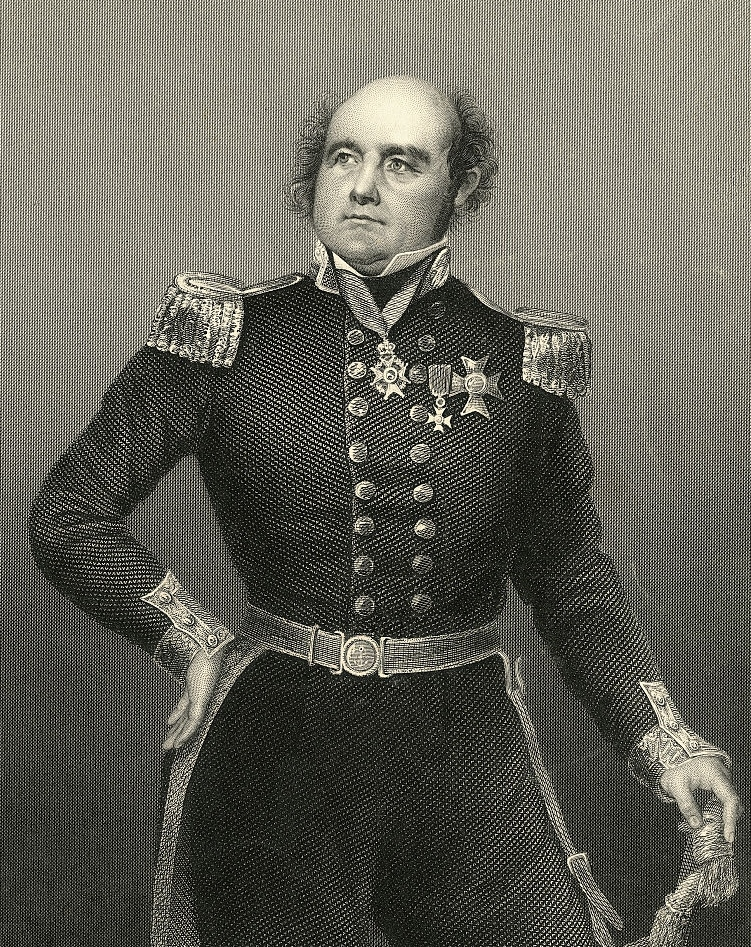
ジョン・フランクリン卿、遠征隊の指揮官、バロウはその選択を躊躇した

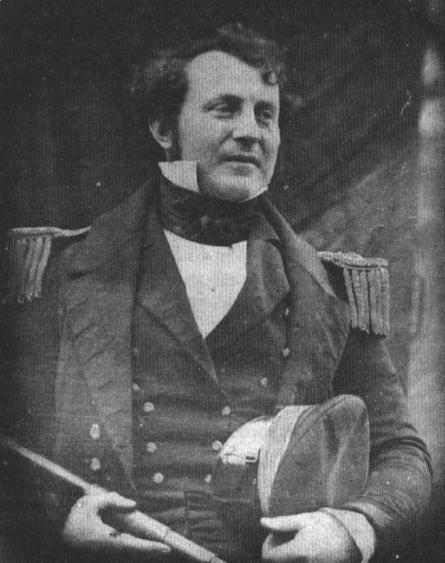
ジェームズ・フィッツジェームズ、遠征隊の士官、HMSエレバスを指揮

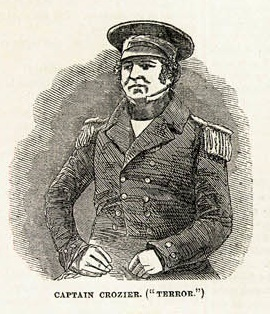
F・R・M・クロージャー大佐、遠征隊の執行士官、HMSテラーを指揮

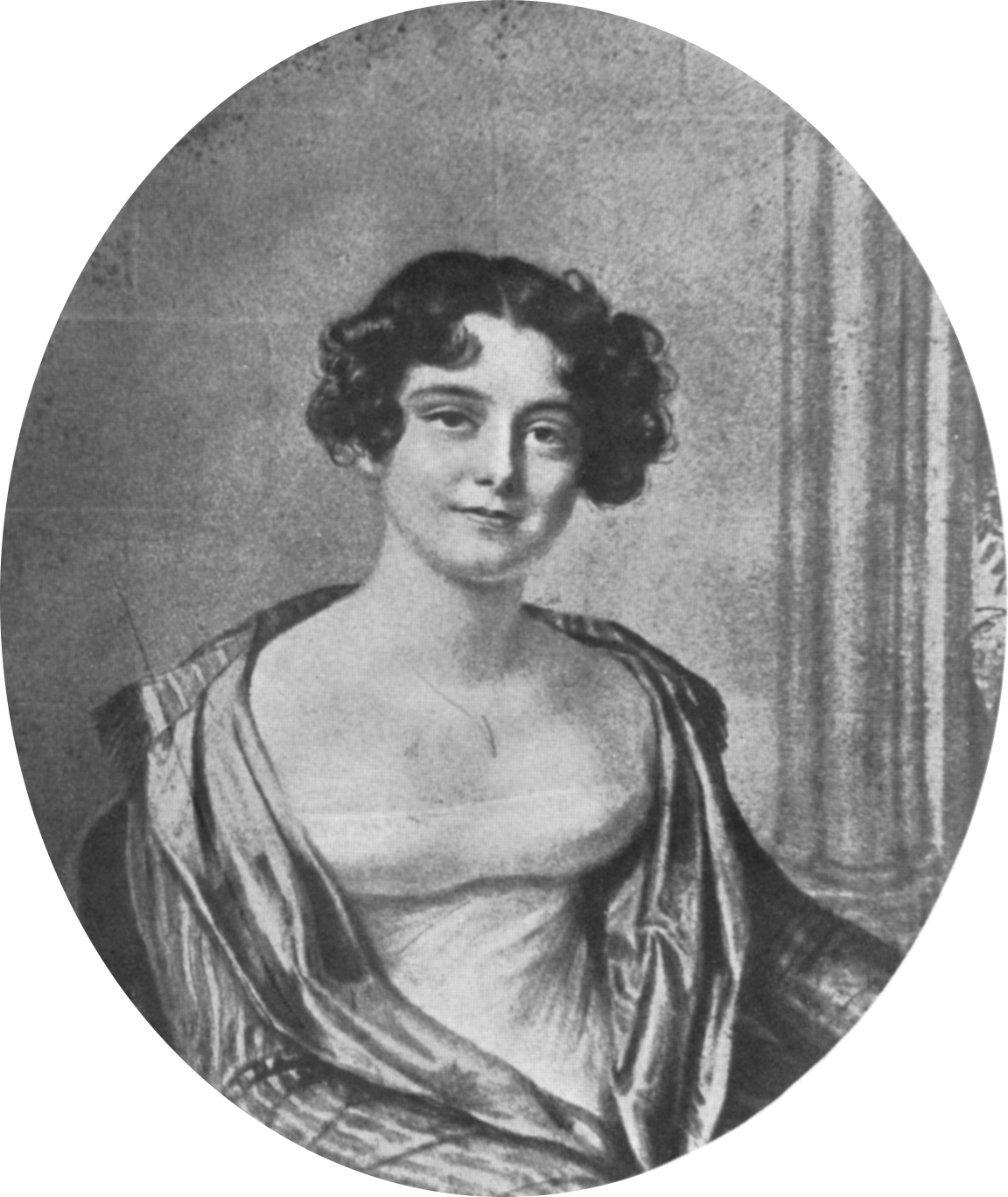
ジェイン・グリフィン（後のフランクリン夫人）の肖像。1815年、24歳のときに描かれた。1828年にフランクリンと結婚、これはフランクリンがナイトに叙せられる1年前のことだった

フランクリン遠征（フランクリンえんせい、英: Franklin's expedition）は、1845年に行われたイギリスの北極海探検航海。全隊員129名が失踪する結果となった。
フランクリン遠征は、イギリス海軍の士官であり、経験を積んだ探検家であったジョン・フランクリン海軍大佐が指揮していた。フランクリンは過去に3回北極海に遠征しており、その2回目と3回目は隊長を務め、4回目のこの遠征を引き受けたときは59歳だった。遠征の目的は、カナダ北極諸島を通ってヨーロッパとアジアを結ぶ北西航路の中で、まだ航海されていない部分を横断することだった。1845年にイングランドを出発後、遠征の初期に幾つかの問題が発生し、最終的に遠征隊の2隻の船がカナダ北極圏キングウィリアム島に近いビクトリア海峡で氷に閉ざされ、フランクリンを含む隊員129名全員が失踪した。
遠征隊がヨーロッパ人によって最後に視認されたのは1845年だった。イングランドの海軍本部はフランクリンの妻ジェインらに懇願されて、1848年、行方不明となっていた遠征隊を捜索するための部隊を出発させた。フランクリンの名声が高かったこと、および海軍本部が遠征隊の発見者に報酬を出すと発表したこともあって、多くの者達が捜索に加わり、1850年のある時点ではイギリス船11隻、アメリカ船2隻が関わっていた。これら船舶の幾らかは、乗組員3人の墓など、遠征隊の遺物が初めて発見されたビーチー島の東海岸沖に集中した。1854年、探検家ジョン・レイが犬ぞりでキングウィリアム島南東の海岸近くを調査しているときに、イヌイットからフランクリン隊の遺物を取得し、多くの白人が氷上の行軍中に飢え死に、仲間の肉を食べた跡まであったという末路についての話を聞いた。1859年にフランシス・レオポルド・マクリントックが率いた調査により、フランクリン遠征隊の隊員が船を捨てるに至った詳細を記したメモをキングウィリアム島で発見した。19世紀の残り期間も調査は続けられた。
1981年、アルバータ大学人類学教授オーウェン・ビーティが率いた科学者チームが、ビーチー島とキングウィリアム島でフランクリン遠征隊の隊員が残した墓、遺体など物的証拠に関する一連の科学的研究を始めた。ビーチー島で見つかった墓の隊員の死因は肺炎で、おそらくは結核で死んだ可能性が強く、さらに船の食料倉庫に収められていた缶詰のはんだ付けがまずかったために、鉛中毒で健康を悪化させた可能性があることも分かった。しかしその後、この鉛の出どころは缶詰の食料ではなく、遠征隊の船に取り付けられた水の蒸留装置だったことが示唆された。キングウィリアム島で見つかった人骨の切断面からは、人肉食を行った痕跡がみられた。研究の全ての結果を合わせると、低体温症、飢え、鉛中毒、壊血病などの病気、さらには適切な衣類や栄養が無いままに過酷な環境に曝されたことで、隊員全員の死に繋がったことが推測された。
ヴィクトリア期のマスコミは、フランクリンの遠征隊が失敗し、人肉食の話が出てきたにも拘わらず、フランクリンを英雄扱いしていた。フランクリンに関する歌が書かれ、その彫像が生まれ故郷のロンドンとタスマニアに建てられ、北西航路の発見者にされた。フランクリン隊の話は歌、詩、短編小説、小説、さらにはテレビのドキュメンタリー番組など多くの作品の対象とされてきた。

## 背景
ヨーロッパ人が、ヨーロッパからアジアまで最短距離（大圏航路）で結ぶ海の近道を探すのは、1492年のクリストファー・コロンブスの航海が始まりであり、その後は19世紀半ばまで、主にイングランドから一連の探検隊が極地を通る最短の海路（北西航路、北東航路）を探した。これらの航海はそれぞれ成功の程度は異なるものの、西半球、特に北アメリカについてヨーロッパ人の地理的知識を増やしていった。その知識が深まるに連れて、次第にカナダ北極圏に関心が向くようになった。16世紀から17世紀に北アメリカについて地理的な発見をした航海者達は、マーティン・フロビッシャー、ジョン・デイヴィス、ヘンリー・ハドソン、ウィリアム・バフィンなどがいた。1670年、法人化したハドソン湾会社がカナダ海岸と内陸、および北極海をさらに探検した。18世紀の探検家としては、ジェイムズ・ナイト、クリストファー・ミドルトン、サミュエル・ハーン、ジェームズ・クック、アレグザンダー・マッケンジー、ジョージ・バンクーバーがいた。1800年までに最終的にわかったのは、太平洋と大西洋の間の温暖な緯度の範囲内はすべて大陸でふさがれており、船が航行できるような北西航路はこの範囲内には無いということだった。
1804年、ジョン・バロウ卿が海軍本部副大臣となり、その職を1845年まで長期にわたって務めた。バロウはイギリス海軍を突いて、カナダの北の北西航路、さらには北極点への航路を極めさせようとした。その後の40年間の探検家としては、ジョン・ロス、デイビッド・ブキャン、ウィリアム・エドワード・パリー、フレデリック・ウィリアム・ビーチー、ジェイムズ・クラーク・ロス、ジョージ・バック、ピーター・ウォーレン・ディーズ、トマス・シンプソン等がカナダ北極圏で意義ある航海を行った。これら探検家の中にジョン・フランクリンがいた。1818年、ドロシーとトレントで北極を目指した遠征では副指揮官となり、1819年から1822年と1825年から1827年の2回、陸路カナダの北極海沿岸に進んだ遠征では隊長だった。1845年までに、それまでの遠征隊が発見したこと全てから、カナダ北極圏で未踏の地域は約181,300 km2の四角形が残されているだけになっていた。この年にフランクリンが航海することになったのがこの未踏領域であり、ランカスター海峡から西に進み、その後は氷、陸、その他障害物が許す限り西と南に進んで、北西航路を完成させる意図があった。航行距離は約1,670 km だった。

## 準備

### 指揮官
バロウはこの時82歳であり、その経歴の終わりに近づいていた。北西航路を完成させる遠征の指揮官を誰にすべきか検討していたが、おそらくバロウは北極点周辺の海には氷がない開けた水面が広がっているという理論を信じており、それを見つけることも視野にあった。パリーがバロウの第1の選択肢であったが、北極海に飽きてきており、丁重に辞退した。第2の候補者はジェイムズ・クラーク・ロスだったが、ロスは新しい妻に北極には行かないと約束していたのでやはり辞退した。3番目の候補はジェイムズ・フィッツジェームズであり、その若さ故に海軍本部が却下した。バロウはジョージ・バックを検討したが、バックはあまりに理屈っぽいと考えた。フランシス・クロージャーも候補だった可能性があったが、生まれが卑しいうえにアイルランド人であり、これが彼にとって不利だった。バロウの指名先は戸惑いながらも59歳のフランクリンに落ち着くことになった。遠征隊はHMSエレバスとテラーの2隻の船で構成され、どちらもジェイムズ・クラーク・ロスが南極で使ったことがあった。フィッツジェイムスがエレバスの艦長となり、1841年から1844年の南極遠征でロスと共にテラーを指揮したクロージャーが、遠征隊の執行士官、かつテラー艦長に指名された。フランクリンは1845年2月7日に遠征隊長に指名され、5月5日に公式指示書を受け取った。

### 船、乗組員、物資
積載量378トン（ビルダーズ・オールド・メジャメント）のエレバスと、同331トンのテラーは、頑丈に造られており、最新式の装備を備えていた。エレバスの蒸気機関はロンドン・グリニッジ鉄道の、テラーの蒸気機関はおそらくロンドン・バーミンガム鉄道の製造だった。これらの機関により船は独力で時速7.4 km（4ノット）で航海できた。その他の先進技術としては、船首が鉄製の重いビームと板で補強されており、乗組員のためには室内スチーム暖房が付き、スクリューのプロペラや鉄製梯子は損傷防止のために覆いの中に退きこむことを可能とし、船の図書室には1,000冊以上の図書が収められ、3年間は持つ保存食あるいは缶詰食料が積まれた。この缶詰は安売りの提供者スティーブン・ゴールドナーが納めており、フランクリン隊が出発するちょうど7週間前の4月1日に注文を受けていた。ゴールドナーは大急ぎで注文された8,000個の缶詰を作ったが、後の検証では鉛のハンダが「厚く杜撰に施されており、溶けた蝋燭の蝋のように缶の内部表面に漏れていた」ことが分かった。
乗組員の大半はイギリス人であり、その多くは北イングランド人、少数がアイルランド人とスコットランド人だった。フランクリンとクロージャーを除けば、北極海に慣れた士官は軍医補1人とアイスマスター2人のみだった。

## 失踪
遠征隊は1845年5月19日朝、イングランドのテムズ川河口グリーンハイスを出港した。士官は24人、乗組員110人、合計134人だった。北スコットランドの沖合オークニー諸島で短期間停泊し、そこからHMSラトラーと輸送船バーレット・ジュニアを伴って、グリーンランドに向かった。
グリーンランドの西岸、ディスコ湾のホエールフィッシュ島で、輸送船が運んできた10頭の雄牛を殺して、新鮮な肉を補充した。物資はエレバスとテラーに移され、乗組員たちは故郷に送る最後の手紙を書いた。この船上で書かれた手紙では、フランクリンが罵倒と酔っぱらいを如何に禁じていたかが書かれていた。遠征隊が最後に出発する前に、5人の者が任務を解かれ、ラトラーとバーレット・ジュニアで国に戻ったので、総勢は129人になった。捕鯨船プリンス・オブ・ウェールズ号のダネット船長と、同じくエンタープライズ号のロバート・マーティン船長が、7月下旬にバフィン湾でランカスター海峡を通るための好条件になるのを待っていたエレバスとテラーに出逢っており、ヨーロッパ人が遠征隊を目撃した最後の機会となった。
それから150年間以上にわたり、他の遠征隊、探検家、科学者、果ては好事家たちが、遠征隊に何が起こったか、情報の断片を継ぎ合せようとしてきた。

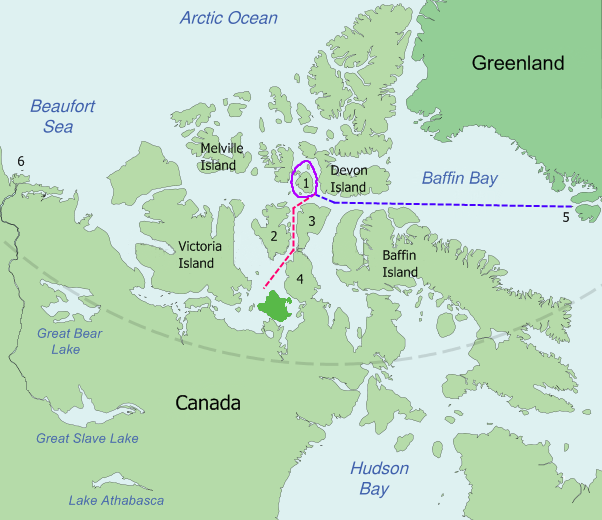
フランクリンの失われた航海（Franklin's lost expedition, 1845年- - 1848年）の推定ルート。1845年夏、グリーンランドのディスコ湾（5）からビーチー島（デヴォン島の南西部にある小島、当地図には記載されていない）に向かい、コーンウォリス島（1）を周回した。翌1846年夏、プリンスオブウェールズ島（2）とサマーセット島（3）の間のピール海峡を下ってブーシア半島（4）の西へ出て、キングウィリアム島（緑色）近くに至ったが氷に閉じ込められた。

船を放棄するまでの航路については、キングウィリアム島に残されたフィッツジェイムズとクロージャーの書簡の記述が全てである。いわく「ウェリントン海峡を北緯77度まで北上し、コーンウォリス島西岸に沿いて戻りし後、北緯74度43分28秒西経90度39分15秒ビーチー島にて1846年から1847年を越冬せり。」「ここ（北緯69度37分42秒西経98度41分）より北北西5リーグの地点にて1846年9月12日より氷に囲まれたるにより、1848年4月22日エレバス号ならびにテラー号を放棄せり。」
つまり遠征隊は、コーンウォリス島を北に迂回せんと欲したのか他の意図があったのかは分からないが、コーンウォリス島の東岸から永久流氷の限界に近い北緯77度まで北上した。しかし何らかの理由で引き返し、コーンウォリス島を西岸から回り込み、ビーチー島で1845年の冬を宿営した。そこで隊員3人が死んで埋葬された。遠征隊が再び出航したのは、3人目の隊員が死亡した1846年4月30日以降ということになる。その後南下しプリンスオブウェールズ島を過ぎ（東岸のピール海峡を通ったのか、西岸のマクリントック海峡を通ったのかは記述がない。研究者は例外なくピール海峡と考えている。）、キングウィリアム島を西に迂回せんと欲したが、1846年9月12日に島の北西海上で氷に囲まれた。船が動けないままフランクリンは1847年6月11日に死亡した。その夏は結局流氷が動かず、もう一年越冬するはめになり、翌1848年4月22日に一行は船を放棄して陸路カナダ本土のバック川（当時はグレート・フィッシュ川とも）方向に向かうこととなった。この時点で何らかの異常な事象により士官9人と隊員15人が死亡しており、遠征隊は2割近い人員を失っていた。
確かな記録として確認できるのはここまでであり、南に向かった遠征隊の生き残りの足跡は明らかでない。ただ、イヌイットの目撃証言・遺骨や遺物がキングウィリアム島西岸・南岸・カナダ本土に渡ったアデレード半島に死屍累々と残っており、世界の探検史上例を見ない死の行軍の断片を示している。遠征隊の最期の地がどこであったかは不明だが、チャントリー湾より南に到達したことを示す証拠は発見されていない。西洋文明の最も近い前哨からは数百マイルも離れていた。
エレバス号の残骸は2014年に、テラー号の残骸は2016年に発見された。#難破船調査（1997年–2014年）参照。

## 初期の捜索
フランクリンから何の便りも無いまま2年間が過ぎ、人々が心配するようになり、フランクリン夫人さらにはイギリスの議会議員や新聞が海軍本部に捜索隊を送るよう促すことになった。これに応じて海軍本部は1848年春には実施する3方向の捜索計画を立てた。1つはジョン・リチャードソンとジョン・レイの指揮する陸路からの救援隊であり、マッケンジー川を下り、カナダ北極圏海岸に向かうものだった。海上からは2つの隊が向かうことになった。1つはランカスター海峡を抜けてカナダ北極圏多島海に入るものであり、もう1つは太平洋側から向かうものだった。さらに海軍本部は「ジョン・フランクリン卿の指揮下にある探検船の乗組員を助けることになった、如何なる国の如何なる隊にも2万ポンド（2014年換算で1,752,100ポンド）を賞金として提供する」と発表した。この3方面の隊が失敗した後も、北極海に対するイギリス国民の興味関心は増加し、「フランクリン隊を発見することは十字軍に匹敵する」ほどまでになった。フランクリン夫人が失踪した夫を探すのを歌った『フランクリン夫人の嘆き』と題するバラードが人気を得た。
捜索には多くの者が加わった。1850年、イギリス船11隻とアメリカ船2隻がカナダの北極海に向かった。その中にはHMSブレッドアルベーンとその姉妹艦HMSフェニックスも入っていた。幾隻かはビーチー島の東海岸に集まり、1845年から1846年の冬季宿営地の跡と、ジョン・ショー・トーリントン、ジョン・ハートネル、ウィリアム・ブレインの墓を含む、フランクリン遠征隊の遺物を初めて発見した。この場所でフランクリン遠征隊からの伝言は見つからなかった。1851年春、複数の船の乗客と乗組員がニューファンドランド島沖で巨大な氷山を視認したが、そこに2隻の船が、1つは直立したまま、1つは転覆しかかって捉えられているのが観測された。これらの船を近くから検証はできなかった。これらがエレバスとテラーだった可能性があると言われたが、両船が発見された現在では放棄された捕鯨船かなにかであった事が確定している。

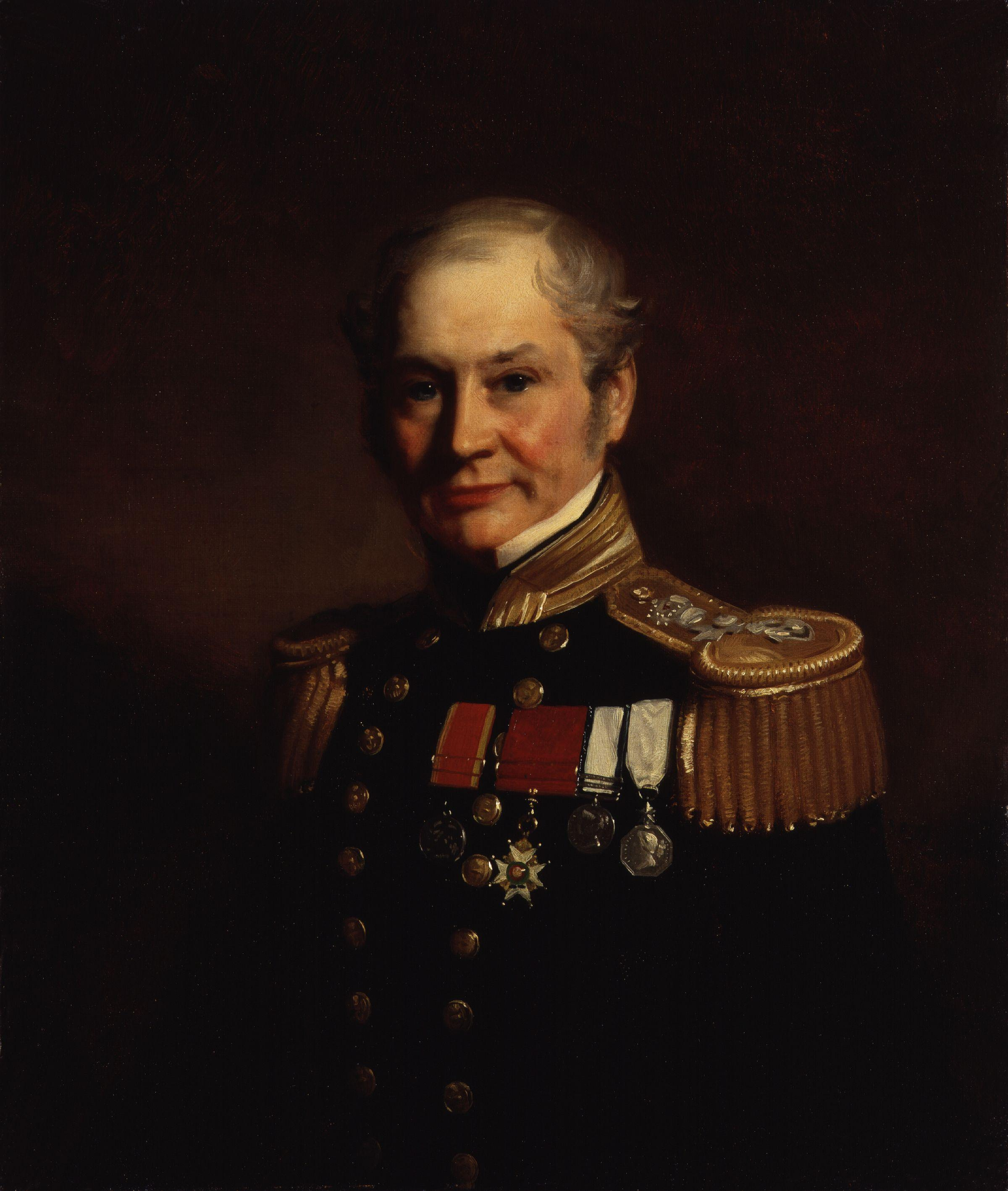
エドワード・ベルチャー

1852年、エドワード・ベルチャーがジョン・フランクリン卿を探す政府北極遠征隊の指揮を任された。これも不成功に終わった。ベルチャーはその部下の人気を得られず、特に北極海の航海では不幸であり、氷海を航行する艦の指揮には全く向いていなかった。遠征隊5艦の内4艦（HMSレゾリュート、パイオニア、アシスタンス、インターピッド）を流氷の海で放棄することになり、ベルチャーは軍法会議に掛けられたが、無罪になった。その中のHMSレゾリュートのみは、後にアメリカの捕鯨船によって無傷で回収されイギリスに返還された。その船に使われていた木材を使って3つの机が作られ、うち一つはイギリス女王から友好の印としてアメリカ合衆国大統領に贈られた。これが、ホワイトハウスのウエストウイングの大統領執務室・オーバルオフィスにあり、大統領が執務する「レゾリュート・デスク」と呼ばれる机である。

## 陸路の捜索

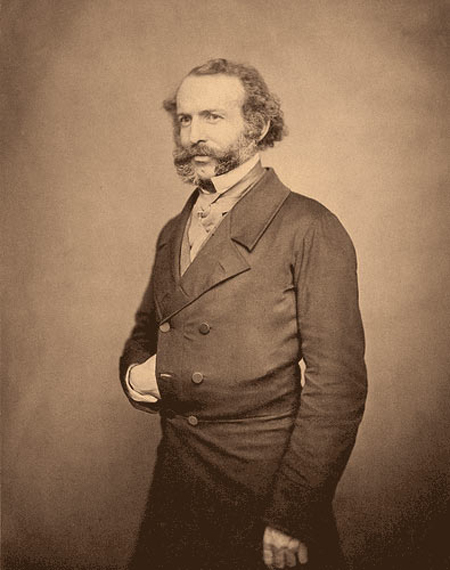
ジョン・レイ、イヌイットからフランクリン遠征隊の遺物を初めて得た。死にかかった隊員の間で飢えが広がり人肉食があったことを報告した

1854年、ジョン・レイがハドソン湾会社のためにブーシア半島を測量しているときに、失踪した隊の遺物を発見した。1854年4月21日、レイがペリーベイ近くで一人のイヌーク族に会い、35人ないし40人の白人一行がバック川河口近くで飢えて死んだということを聞いた。他のイヌイットもこの話は本当だと確認し、船員たちの遺体に人肉食の跡があったことも報告した。イヌイット達は、フランクリンとその隊員に属していたと同定された多くの物を示した。特にレイはペリーベイのイヌイットから銀のフォークとスプーン数本を持ち帰り、それが後にエレバスに乗っていたフィッツジェイムズ、クロージャー、フランクリン、シップメイトのロバート・オスマー・サージェントに属していた物と判明した。レイの報告書が海軍本部に送られ、1854年10月にはハドソン湾会社からバック川を下ってフランクリンとその隊員の他の遺物を探す遠征隊を派遣するよう要請された。

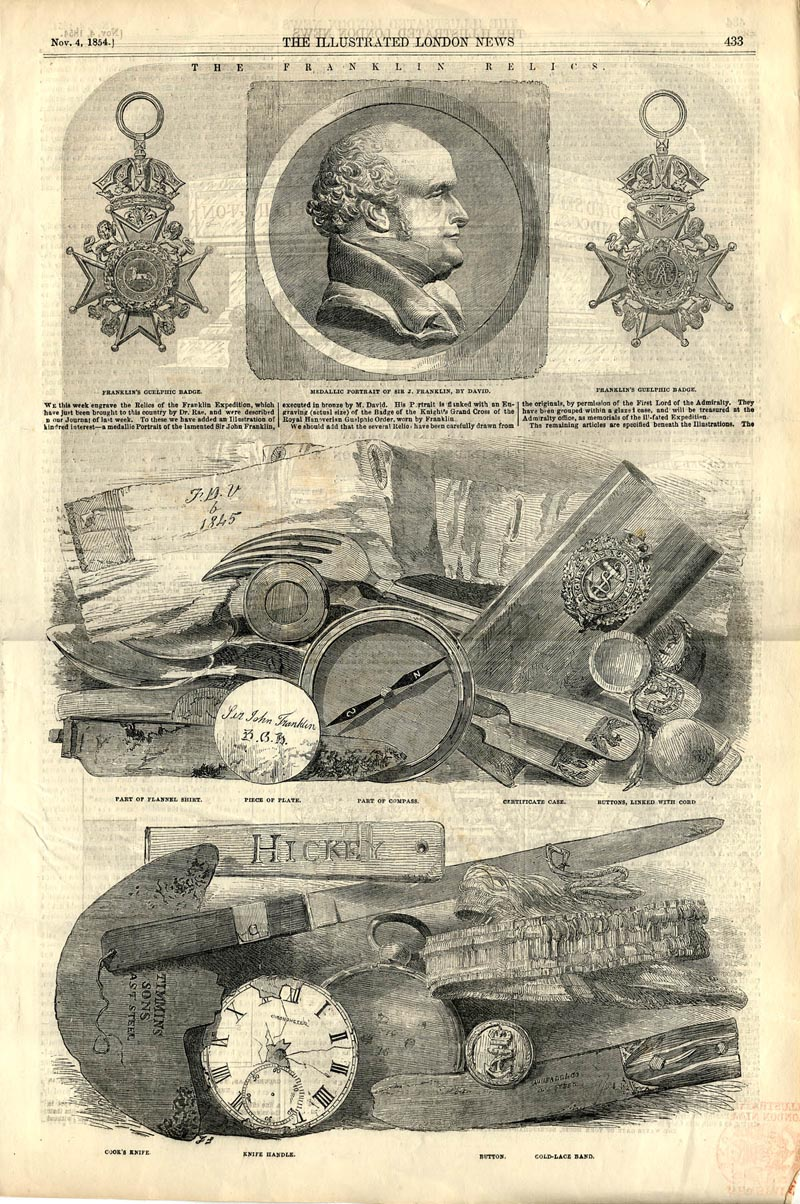
フランクリン1845年遠征隊の遺物、「イラストレイテド・ロンドン・ニュース」より、1854年

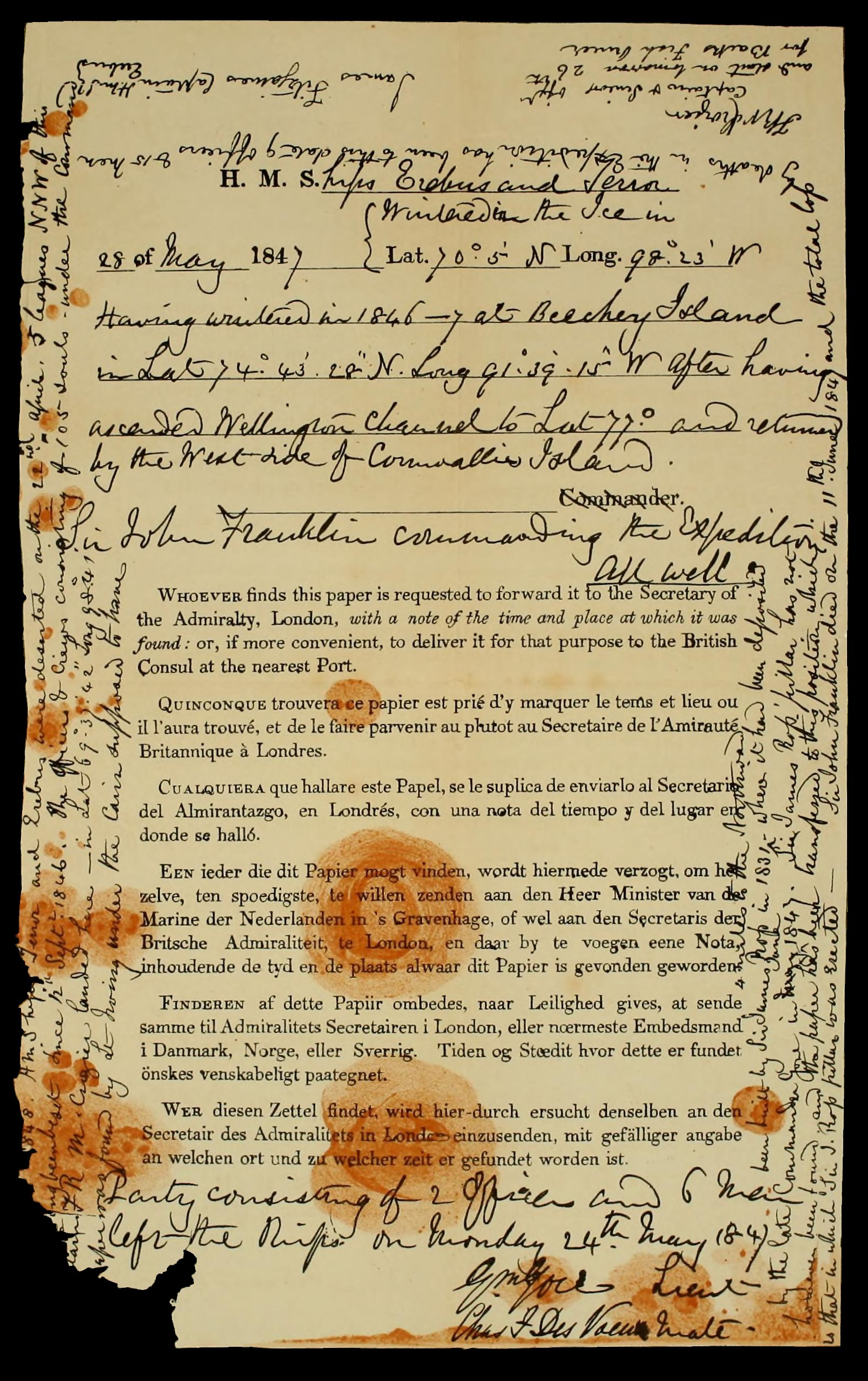
1859年5月にキングウィリアム島バックベイの南のケアンでマクリントックが見つけたメモ。フランクリン遠征隊の運命が詳述されている。用紙上方の艦名、年月日、緯度経度、報告などを書く書式の下には、英語、フランス語、スペイン語、オランダ語、デンマーク語、ドイツ語で「この文書を発見した者は、発見年月日と場所を添えて海軍本部か英国領事館へ届けてほしい」と書かれている。

次に重要な発見は、ジェイムズ・アンダーソンとハドソン湾会社の職員ジェイムズ・スチュアートであり、カヌーでバック川河口まで北上した。1855年7月、イヌイットの1隊が、一群の「カルナート」（qallunaat, イヌクティトゥト語で白人）が海岸で飢えて死んだと告げた。8月、アンダーソンとスチュアートは、バック川が海に入る所にあるシャントリー入り江のモントリオール島でエレバスと刻印のある木片を見つけ、「スタンレー氏」（エレバスの船医）と刻まれている木片も見つけた。
レイやアンダーソンの発見にも拘わらず、海軍本部は独自の捜索を計画しなかった。イギリスは1854年3月31日付で公式に乗組員が公務中に死亡したと判断した。フランクリン夫人は政府に新たな捜索を行う資金手当てをさせることができず、私費でフランシス・レオポルド・マクリントックの指揮による遠征隊を発注した。この遠征船は蒸気駆動スクーナーのフォックスであり、公募で購入され、1857年7月2日にアバディーンを出港した。
1859年4月、フォックスからキングウィリアム島を捜索するための橇部隊が発進した。5月5日、イギリス海軍のウィリアム・ホブソン大尉が指揮する隊が、クロージャーとフィッツジェイムズによって残されたケアンにある文書を発見した。これはイギリス海軍の記録用用紙で、2つのメッセージがあった。用紙の記入欄に書かれた最初のメッセージは1847年5月28日付であり、この時点でエレバスとテラーはキングウィリアム島北西岸沖の流氷の中で越冬していること、前年にビーチー島で越冬する前にはコーンウォリス島沖を北上して北緯77度にまで達したものの島を周回してもどってきたことが書かれていた。「遠征隊を指揮するジョン・フランクリン卿。『全て順調』」と記されていた。2つ目のメッセージは1848年4月25日の日付で、同じ用紙の余白にびっしりと書かれており、エレバスとテラーが1年半氷の中に閉じ込められた末、乗組員は4月22日に船を放棄したこと、1847年6月11日に死んだフランクリンを含め、その時点で24人の士官と乗組員が死んでいたことが書かれていた。フランクリンが死んだのは最初のメッセージが書かれてから僅か2週間後だった。クロージャーが遠征隊を指揮しており、残り105名が翌日に出発して、南のバック川方面に向かうと記されていた。このメモには重大な誤りがあった。最も重要なのはビーチー島で冬季宿営した年が、1845年から1846年ではなく、1846年から1847年とされていたことだった。
マクリントック遠征隊はキングウィリアム島南岸で人骨も発見した。まだ衣服が残っており、それを探すと幾らかの紙片が見つかった。それはHMSテラーの前檣楼キャプテンとなっていた上等兵曹ヘンリー・ペグラー（1808年生まれ）の海員身分証明書であった。しかしその制服は船のスチュワードのものであり、その遺体はHMSテラーの銃器室スチュワードのトマス・アーミテージのものである可能性があり、シップメイトのペグラーの書類を持っていたと考えられた。島の西端にある別の場所では、ホブソンがフランクリン遠征隊の2つの骸骨と遺物を載せた救命ボートを発見した。このボートの中には、大量の放棄された装備があり、長靴、絹のハンカチ、香水入り石鹸、スポンジ、スリッパ、櫛、多くの本が見つかり、本の中にはオリヴァー・ゴールドスミスの小説『ウェークフィールドの牧師』が入っていた。マクリントックは遠征隊の悲惨な結末についてイヌイットから証言も取得した。

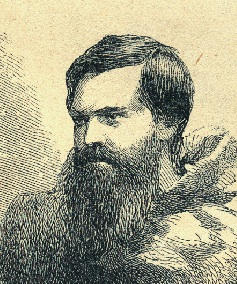
チャールズ・フランシス・ホール

1860年から1869年の間にチャールズ・フランシス・ホールが2回の遠征を行った。ホールはバフィン島のフロビッシャー湾近く、後にはカナダ本土のレパルス湾でイヌイットの中で生活した人物であった。キングウィリアム島の南岸でキャンプ地、墓、遺物を発見したが、フランクリン遠征隊の者はイヌイットの中で生き残っていないと考えた。フランクリン隊は全員死んだと結論付けたが、公式遠征記録がおそらくどこかに作られた石積みケアンの下から見つかるだろうと考えていた。イヌイットのガイドであるエビアビングやトゥクーリトの助けを得て、ホールは数百ページにもなるイヌイットの証言を集めた。それらの中にはフランクリンの船を訪れた証言や、キングウィリアム島南岸のワシントン湾近くで白人の1隊に遭遇したという証言などが含まれていた。1990年代、デイビッド・C・ウッドマンがこの証言を詳しく調査し、『フランクリン・ミステリーの解明』（1992年）と『我々の中の異邦人』（1995年）と題する2冊の書を著した。その中では遠征隊の最後の数か月を再構築している。

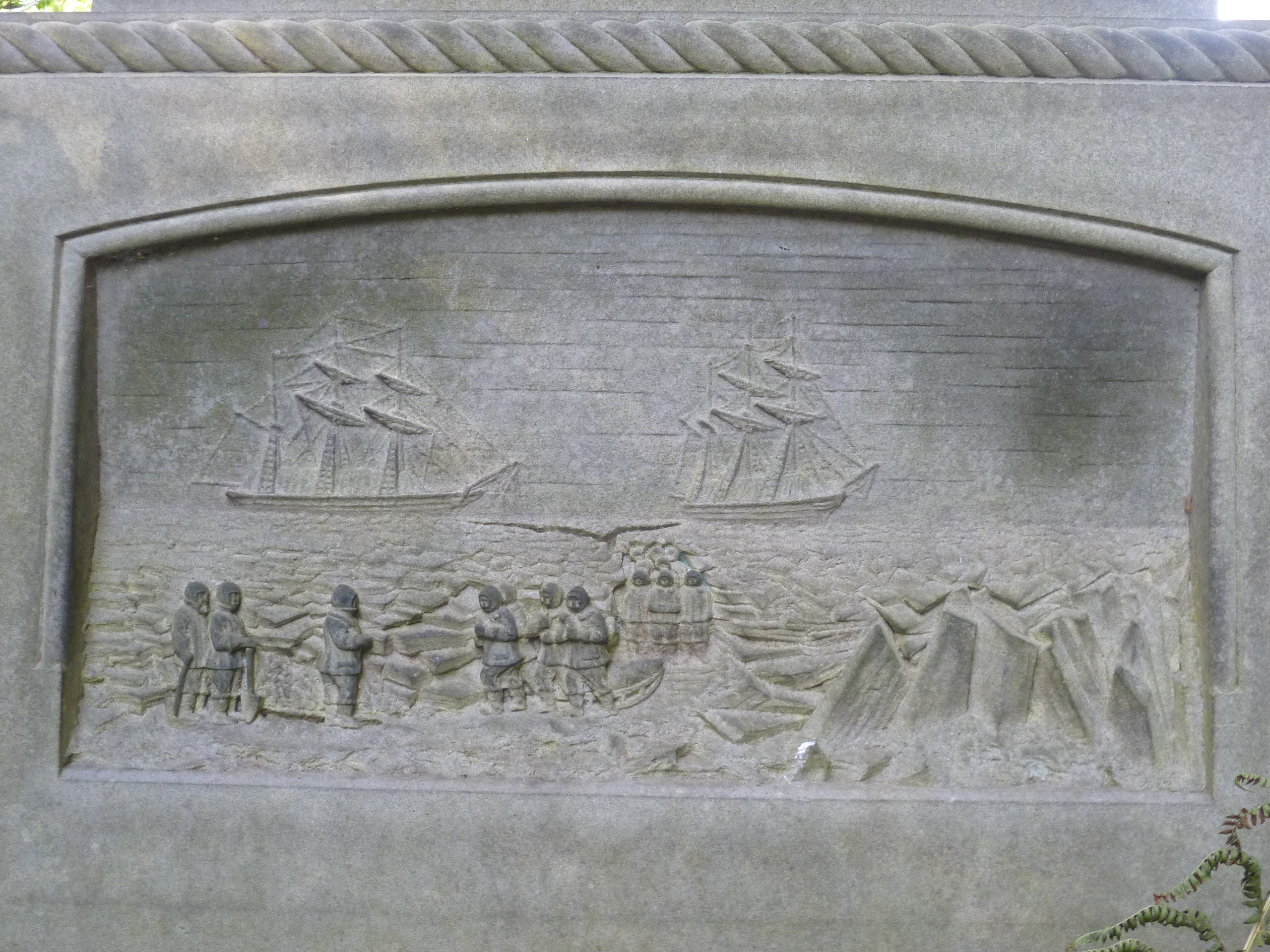
ジョン・アービング大尉の墓、その遺体が見つかり、1881年にエディンバラに戻されて再度埋葬された

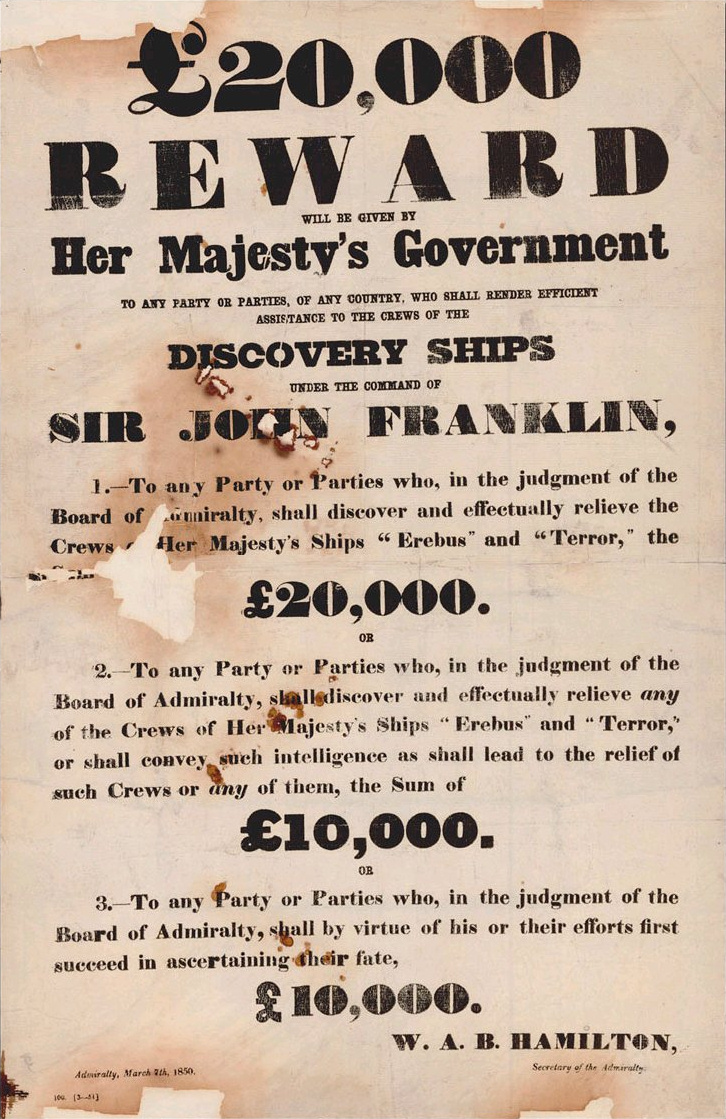
遠征隊を見つけた者に報奨金を提供するというポスター

失われた遠征記録文書を見つけるという期待から、アメリカ陸軍のフレデリック・シュワトカが1878年から1880年に遠征隊を組織して島に行った。ハドソン湾をスクーナーのヨーセンで移動し、ホールを援助したイヌイットを含むチームを編成して、徒歩と犬ぞりで北進を続け、イヌイットの話を聞き、フランクリン遠征隊の足跡が分かっている場所や可能性のある場所を訪れ、キングウィリアム島で越冬した。シュワトカは探していた文書を見つけられなかったが、1880年にアメリカ地理学会がその栄誉を称えるために開催した晩餐会のスピーチで、自分の遠征隊は11か月と4日、距離にして4,360 km と、「時間と距離で最長の犬ぞりによる旅を行った」と明かし、白人がイヌイットと同じ食料に頼ったことでは北極圏初の遠征であり、フランクリンの記録が失われたことは「合理的な疑いが及ばない」ものであることを結論付けた。シュワトカの遠征隊はアデレード半島の飢えの入江と呼ばれる場所から南では、フランクリン遠征隊の痕跡を見つけられなかった。そこはクロージャーが言っていた目標であるバック川から遥か北でありグレートスレーブ湖の最も近い西洋人による前哨からは数百マイル離れていた。
なお、ウッドマンは、1852年から1858年の間にクロージャーともう1人の隊員が、約400 km 南のベイカー湖地域にいたというイヌイットの報告について記している。そこは、1948年にファーレイ・モウワットが「通常のエスキモーが作ったものではない大変古いケアン」を発見し、その中には硬い木材を蟻継手で組み立てた箱の断片が見つかったというところだった。結局、ウッドマンはイヌイットの報告の情報源を確認することはできず、モウワットが発見したケアンを作った者も判明しなかった。

## 捜索隊の一覧
- 1848年:
  - 東: ジェイムズ・クラーク・ロス（HMSエンタープライズ、HMSインベスティゲーター）、氷のためにサマーセット島のみを捜索
  - 中央: レイ・リチャードソン北極遠征、マッケンジー川と海岸線を捜索
  - 西: HMSプローバーとHMSヘラルドがベーリング海峡を捜索、ウィリアム・プーレンが捕鯨船でマッケンジー川に到達
- 1850年:
  - 西: リチャード・コリンソン（HMSエンタープライズ）、ロバート・マクルアー（HMSインベスティゲーター）、ベーリング海峡へ。マクルアーはバンクス島で氷に閉ざされたが1852年にベルチャーに救出され（後述）、北西航路横断に成功した最初の者になった（ただし全て船で通過したわけではない）。コリンソンはコロネーション湾に到達し、どの船よりも東に達した。
  - 東: ホレイショ・オースティン（HMSリゾリュート）、エラスムス・オマニー（HMSアシスタンス）、さらに蒸気テンダーのパイオニアとインターピッド（ジョン・バーティ・ケイター船長、1850年）。オマニーがビーチー島でフランクリンのキャンプ跡を発見。オースティンの4隻とその他がビーチー島周辺に集まり、氷に閉ざされた。春には全方向に橇の遠征隊を派遣した。1851年の冬が来る前に北極圏を脱出
  - 東: チャールズ・フォーサイス（プリンス・アルバート）、フランクリン夫人が出資、サマセット島のフュアリービーチまで橇で捜索
  - 東: ウィリアム・ペニー（レディ・フランクリンとソフィア）
  - 東: ジョン・ロス（スクーナーのフェリックス）
  - 東: エドウィン・ド・ヘイブン（USSレスキュー、USSアドバンス、第一次グリネル遠征）
- 1851年: ウィリアム・ケネディ（プリンス・アルバート）、ベロー海峡を発見、サマーセット島が島であることを証明した
- 1852年:
  - エドワード・オーガスタス・イングルフィールド、バフィン湾北部
  - エドワード・ベルチャー、5隻、橇の遠征も多く発進、マクルアーを救出、氷の中で4隻を放棄、ブレッドアルベーンが氷で破壊
  - R・マコーミックが指揮するウェリントン海峡を上るボートの遠征（HMBフォーローン・ホープ）
- 1854年: ジョン・レイ、フランクリン隊が船を失った場所を発見
- 1855年: アンダーソンとスチュワート、バック川（英語版）を下り、シャントリー入り江の遺物を発見
- 1857年: フランシス・レオポルド・マクリントック、キングウィリアム島で遺物を発見
- 1869年: チャールズ・フランシス・ホール、キングウィリアム島
- 1875年: アレン・ヤング、ピール・サウンドで閉じ込められる
- 1878年: フレデリック・シュワトカ、キングウィリアム島

## 科学的遠征

### キングウィリアム島発掘（1981年–1982年）
1981年6月、アルバータ大学の人類学教授オーウェン・ビーティが、1845年-1848年フランクリン遠征隊法医人類学プロジェクトを開始し、ビーティとその研究者と現場助手のチームが、エドモントンからキングウィリアム島に移動し、フランクリン隊が132年前にしたように島の西岸を移動した。このプロジェクトは現代の法医学を使って、失われた129人の死因を確定するために人工物や人骨の遺物を見つけることを期待していた。
このチームは19世紀ヨーロッパに関連する考古学的人工物と、関節で切り離された損傷を受けていない遺体の一部を発見したが、ビーティはより多くの遺物が発見されなかったことに失望した。フランクリン隊員の骨を調べると、壊血病の原因であるビタミンC欠乏の場合に見られる孔食やスケーリングが多く見られることに注目した。ビーティはエドモントンに戻ると、北極考古学者ジェイムズ・サベルの調査結果と比較して、骨の様子が人肉食を示唆していることに気付いた。フランクリン隊員の健康と食事について情報を求め、骨の標本をアルバータ土壌食料試験研究所に送って、微量元素分析を依頼すると共に、ふたたびチームを編成してキングウィリアム島を訪れた。分析では隊員の骨に鉛が226 ppm と予想外のレベルで含まれていることがわかり、それは同じ地域のイヌイットの骨から採られた対照実験用標本の26ないし36 ppm と比べると10倍だった。
1982年6月、ビーティが編成したチームは、アルバータ大学人類学大学院生ウォルト・コーワル、ブリティッシュコロンビア州サイモンフレーザー大学の考古学と地理学の学生アーン・カールソン、イヌーク族の学生で現場助手のアーシーン・タンジリクであり、キングウィリアム島の西海岸に飛んで、1859年にマクリントック、1878年から1879年にシュワトカがたどった道を再度たどった。この遠征で見つかったのは、マクリントックの「ボートを見つけた場所」近くで6人から14人の遺体と、既製品の滑り止めを付けた長靴の底など人工物であった。

### ビーチー島発掘と死体の掘り出し（1984年と1986年）
ビーティは1982年にエドモントンに戻ると、1981年に遠征で得た標本の鉛濃度が高かったことを知り、その原因を必死に探った。可能性としてフランクリン遠征隊の缶詰食に使われた鉛のハンダ、内側に鉛製の箔が張られた食料容器、食品着色剤、タバコ製品、ピューター食器、鉛の芯をいれた蝋燭が挙げられた。鉛中毒に壊血病の影響が重なり、隊員にとって致命的なものになった可能性をビーティは疑い始めた。しかし、骨中の鉛濃度は航海期間だけでなく生涯にわたっての摂取量を反映するものであるため、この仮説を検証するためには、残存する柔組織を骨の対照標本として法医学的に分析するしかなかった。ビーティはビーチー島に埋葬されている隊員の墓を調査することに決めた。

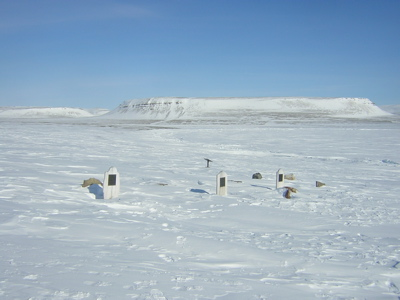
ビーチー島に埋葬されている隊員の墓、2004年撮影

ビーティーのチームは法的な許可を得て、1984年8月にビーチー島を訪れ、そこに埋葬されている3人の隊員の検死を行おうとした。検死は、最初に死んだ指導機関員のジョン・トーリントンから始められた。チームはトーリントンの検死を完了し、ジョン・ハートネルの遺体の掘り出しと簡単な調査を行なったが、時間に追われ天候悪化の懸念もあったため、組織と骨の標本を持ってエドモントンに戻った。トーリントンの骨と毛髪の微量元素分析によれば、「鉛中毒により精神的、肉体的に深刻な問題を被った可能性がある」ことを示していた。検死によればトーリントンの直接の死因は肺炎と推定されたが、鉛中毒は寄与因子として挙げられた。
研究チームは遠征の間に、墓から約1 km 北の地点を訪れ、フランクリン隊が捨てていった数多くの食品缶詰の破片を調べた。ビーティは缶の接合部が鉛で雑にはんだ付けされていることに気付き、食品に鉛が直接触れたと推測した。1984年遠征の所見と、ツンドラの永久凍土層によって保存状態の良いトーリントンの138年前の遺体の写真を公開すると、マスコミが幅広く取り上げ、失踪したフランクリン遠征隊に新たな関心を呼び起こした。
最近の研究は、鉛を摂取させた可能性のある別の原因として、缶詰ではなく船の真水供給装置を示唆している。K・T・H・ファーラーは、「缶詰食で1日3.3 mg の鉛を8か月以上にわたって摂取したとしても、成人に鉛中毒の症状が現れる80 μg/dL の水準まで血中鉛濃度を上げるのは不可能であり、数ヶ月はもちろん3年の期間があったとしても、食品から摂取する鉛で成人の骨中鉛濃度がすべて説明できるという説は支持しがたい」と主張した。さらに、缶詰食は当時のイギリス海軍で広く利用されており、他の場所では缶詰食を利用しても鉛中毒を著しく増やすようなことはなかった。しかし、この遠征隊のみに特有だったのは、補助推進力のために鉄道用の蒸気機関を船に装備したことであり、これは蒸気を得るために推定1トン/時の真水を必要とした。このために船には特有の水の蒸留装置が備えられ、当時使われた材料を考えれば、非常に高濃度の鉛を含有した水を大量に生産した可能性が強い。ウィリアム・バターズビーは、隊員の死体に見られた高濃度の鉛の摂取源として、缶詰食よりもこの蒸留装置がかなり可能性が高いと論じている。
墓のさらなる調査が1986年に行われた。撮影班がその様子を記録しており、1988年にはドキュメンタリー番組「ノバ」で「氷の中に埋められて（Buried in Ice）」という番組名で放映された。困難な現場の条件下で、ミネソタ大学の放射線科の医師デレク・ノットマンと、放射線技師のラリー・アンダーソンが、検死前に隊員のX線写真を大量に撮影した。極地用被服の専門家バーバラ・シュウィーガーと病理学者のロジャー・エイミーが調査を手伝った。
ビーティとそのチームは、ハートネルの遺体を掘りだそうとした者が以前にもいたことに気付いた。誰かが掘りだそうとした際につるはしが棺桶の木蓋を痛めており、棺の銘板が無くなっていた。後のエドモントンでの研究により、フランクリン救援隊の1つの指揮者エドワード・ベルチャー卿が1852年10月にハートネルの遺骸の掘り出しを命じたが、永久凍土のために途中で止めさせていた。その1か月後、別の救援隊の指揮者エドワード・オーガスタス・イングルフィールドが、掘り出しに成功し、棺の銘板を除去していたことがわかった。
ハートネルの墓とは異なり、兵卒ウィリアム・ブレインの墓はほとんど無傷だった。その遺骸を取り出すと、埋葬があわただしく行われたことを示す兆候が見られた。腕、体、頭は棺の中に注意深く収められておらず、下着の一枚は前後逆に着せられていた。棺はブレインには小さすぎたようで、鼻を押さえつけて蓋が閉められていた。彼の名前と個人的な情報を刻印した大きな銅板が棺の蓋に付けられていた。

### NgLj-2 発掘（1992年-1993年）
1992年、考古学者と法医人類学者のチームが、キングウィリアム島西岸のある地点を同定し、「NgLj-2」と呼ぶことにした。この場所はレオポルド・マクリントックの言う「ボートを見つけた場所」に関する具体的記述と合っていた。翌1993年にそこを発掘してみると、400近い骨とその欠片、さらに粘土のパイプからボタンや真鍮の部品にいたるまでの人工物が出てきた。遠征隊の法医学者アン・キーンレイサイドがこれらの骨を検査し、鉛の含有量が高いことと、「肉を削ぎ落したとみられる」多くの解体痕があることが分かった。この調査行によって、フランクリン隊の少なくともある集団が最終段階で人肉食を行っていたことが一般に受け入れられるようになった。2015年6月18日、Journal of Osteoarchaeology誌に掲載された論文は、肉を削ぎ落とされたこれらの骨に加え、35本の「骨に破損と"ポット・ポリッシング"――すなわち、沸騰した湯で熱せられた骨の端部が料理鍋にこすれてできる跡があり」、これは「人肉食の最終段階の、飢えた人々が最後の一滴までカロリーと栄養分をしぼりつくすために骨髄を抽出しようとするとき、一般的に見られる」ものである、と結論している。
ここで発見された遺骨は1994年にキングウィリアム島へ返還され、新設された追悼施設に埋葬された。それらの一部は2013年にDNA解析のため、歯など一部サンプルが採取され、そのうち、人肉食による切り傷の付いた下顎骨が2024年になって血縁者とのDNAの比較により、ジェームズ・フィッツジェームズのものと確認された。フィッツジェームズは、探検隊のメンバーのうち、死後に人肉食に遭ったことが確認された最初の人物である。

### 難破船調査（1992年–1993年）
1992年、フランクリン遠征隊に関する著作家デイビッド・C・ウッドマンが、磁気探知機の専門家ブラッド・ネルソンの助けを借りて、「プロジェクト・ウートジューリク」を立ち上げ、イヌイットの証言でアデレード半島沖にあるという難破船を捜索した。国家研究委員会やカナダ軍哨戒機の力も借り、敏感な磁気探知機を装備し、グラントポイントの西の広大な範囲を高度200フィート (60 m) から調査した。60以上の強い磁気対象物が発見され、そのうち5つがフランクリン隊の船からと考えられる特性を持っていると見られた。
1993年、ジョー・マキニス博士とウッドマンは前年の調査で見出した優先度の高い対象物を同定する試みを組織した。チャーターされた航空機が3地点の氷の上に着陸し、穴が明けられ、小さな扇形走査ソナーを使って海底の様子を映像化した。氷の状態が悪く、また不確かな方向指示だったために、正確に穴の位置を確認できず何もみつからなかった。ただしイヌイットの証言による難破船に一致する場所で、これまで分かっていなかった水深が判明した。

### キングウィリアム島（1994年–1995年）
1994年、ウッドマンはリチャード・コリンソン入り江からビクトリーポイントまでの陸地を調査するチームを組織し率いて行った。これは当時のイヌイット猟師スプンガーの証言で「地下貯蔵所」の存在が伝えられていたからだった。10人のチームが10日間を費やし、王立カナダ地理学会が後援し、CBC（カナダ放送協会）の「フォーカス・ノース」が撮影した。地下貯蔵所の跡はみつからなかった。
1995年、ウッドマン、ジョージ・ホブソン、およびアメリカの冒険家スティーブン・トラフトンが合同で遠征チームを作り、各隊が別々の調査を計画していた。トラフトンの隊はクラレンス島に行って、イヌイットの「白人のケアン」の話を調査したが、何も見つからなかった。ホブソン博士の隊には考古学者のマーガレット・バーチュリも同行し、ケープ・フェリックスの南数マイルで見つかった「サマーキャンプ」を調査し、フランクリン隊の小さな遺物が幾らか見つかった。ウッドマンは2人の仲間を連れて、ウォールベイから南にビクトリーポイントに進みこの海岸沿いで宿営地になった可能性のある場所を全て探した。このときケープ・マリアルイザ近くの未発見だった宿営地で、錆びた缶を僅かに発見した。

### 難破船調査（1997年–2014年）

エレバス・テラーの発見地点

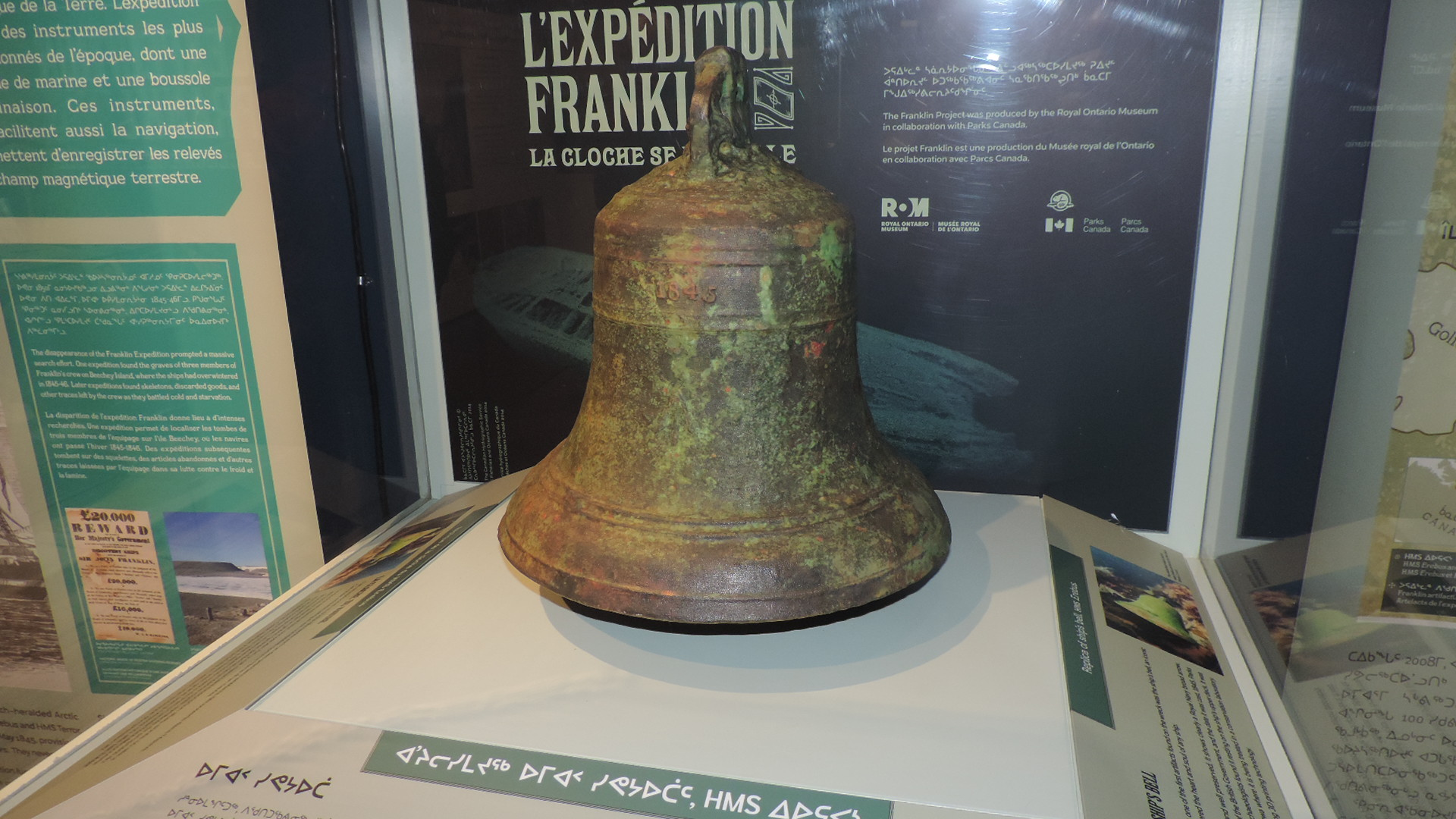
海底のエレバスから引き揚げられた船鐘。カナダ・ヌナブト準州のグジョアヘイブンにある博物館「ナッティリク・ヘリテージ・センター」に展示されている（2019年）

1997年、フランクリン遭難150周年記念の遠征隊を、カナダの映画会社エコ・ノバが立ち上げ、1992年に見つかった磁気に反応する可能性の高い場所をソナーで調査した。考古学者ロバート・グレニアのもと、マーガレット・バーチュリが助手を、ウッドマンが再度遠征隊の歴史家と捜査調整役を務めた。捜索はカナダ沿岸警備隊砕氷船ローリアから行われた。カークウォール島近くの約40平方キロメートルの範囲が捜索されたが、結果が出なかった。分遣隊がオライリー島の北にある入り江の浜で、フランクリン隊の遺物と見られる主に銅板と小さな物体を発見すると、調査はその地域に移されたが、悪天候のために調査を阻まれ、その後遠征を中断した。この遠征に関するドキュメンタリー番組『ミステリーの大洋――失われた艦隊を求めて』をエコ・ノバが制作した。
2000年、バンクーバー海洋博物館のジェイムズ・デルガドが、王立カナダ騎馬警察の船ナドンを使い、カナダ設標船サイモンフレーザーの支援を得て、北西航路を西向きにセントロッホを抜ける航海を再現した。デルガドは、キングウィリアム島の地域では氷のために遅れることが分かっており、ナドンを調査船として友人のホブソンやウッドマンに提供し、ナドンのコングスバーグ/シムラドSM2000 前方向ソナーを使ってカークウォール島周辺の捜査を継続したが、結果は出なかった。
ウッドマンは3回の遠征で磁気探査機による難破船の位置に関する地図化を継続した。2001年は私費で遠征し、2002年と2004年はアイルランド・カナダ・フランクリン捜索遠征隊となった。これらは橇で曳く磁気探査機を使い、まだ終わっていなかった北部（カークウォール島）地域の捜索を完了し（2001年）、南部のオライリー島地域全体も完了した（2002年と2004年）。優先度の高い磁気反応対象は氷を通したソナーで全て同定された。2002年と2004年、海岸捜査の間にオライリー島北東の小さな入り江で、フランクリン隊の小さな人工物と探検家に特徴的なテントの跡地が見つかった。
2008年8月、新しい捜索計画が発表された。パークス・カナダの考古学者ロバート・グレニアが筆頭として率いるものだった。この調査は解氷し水面が出た状態でボートからサイドスキャンソーナーを使って行うことが企図された。グレニアは、口承歴史家のドロシー・ハーリー・エバーによって新しく出版されたイヌイットの証言集に基づき新発見を行うことも企図していた。エバーの情報提供者のひとりは、フランクリンの船の沈没地点を王立地理学会島の近くとしており、それ以前の遠征隊がまだ探していない海域だった。この調査には地元イヌイットの歴史家ルイ・カムーカクも加わることになった。カムーカクはそれまでにフランクリン隊の重要な遺物を発見したことがあり、先住民文化を代表することとされた。
2010年7月25日、1853年のフランクリン隊捜索の間に、氷に閉ざされその後放棄されたHMSインベスティゲーターが、カナダ北極海西部バンクス島北岸沿いのマーシー湾の浅い水域で見つかった。パークス・カナダのチームの報告では、船は良い状態を保っており、水深約11 m の底に直立している。
2013年8月9日、パークス・カナダから新しい調査計画が発表された。この調査は新しい重要な事実を発見できなかった。

2014年では、「ビクトリア海峡遠征隊」の旗の下に大掛かりな調査が発表された。調査の結果、9月8日にキングウィリアム島沖のビクトリア海峡でほぼ原形を残した1隻の船の残骸が発見された。。これはエレバスだと確認され、2016年にはエレバス発見地点よりもさらに北方の海底で、ほぼ無傷の状態で直立しているテラーも発見された。

### 科学的結論
フランクリン遠征隊法医人類学プロジェクトの現場調査、発掘、墓の掘り出しは10年以上にわたって続いた。キングウィリアム島とビーチー島の人工物および人間の遺骸を調査した結果によれば、ビーチー島の隊員の死因は肺炎と、兵卒ウィリアム・ブレインに発見された脊椎カリエスという証拠が示唆するように、おそらくは結核である可能性が高い。毒物学的調査は寄与因子として鉛中毒を挙げている。複数の隊員の骨に見られた刃物による切断跡は、人肉食の証だと見られる。様々な証拠は、寒さと飢え、壊血病、肺炎、結核などの病気といった要因が組み合わさり、さらに鉛中毒で悪化し、フランクリン隊全員を死に至らしめたことを示唆している。

## その他の要因
フランクリンがエレバスとテラーをキングウィリアム島の西側を南下させる航路を選んだことで、年によっては短い夏の間でも流氷が消えることのない海域に入ったことになった。これが島の東側であれば、夏は常に流氷が消えるため、後にロアール・アムンセンが北西航路を無事航行した際に利用した。フランクリン遠征隊はビクトリア海峡で二冬の間氷に閉じ込められ、海軍だったので陸の行軍には装備が足りず、あるいは訓練がされていなかった。エレバスとテラーから隊員の幾らかが南に向かったが、氷上を歩く装備も訓練もなかったうえに、北極圏での生存に不必要な多くの物をボートに乗せて引き摺って行った。マクリントックは、「ボートを見つけた場所」にあった救命ボートに大量の重い物品があったことに注目し、「単なる重しの集積、無用のもの、橇を曳く隊員の力を失わせた可能性が強い」ものと考えた。さらに彼らの文明への矜持、現地民への蔑視感情は、早急にイヌイットの救助を求めたり、イヌイットの生活技術を活用する選択を妨げた可能性があった。

## 歴史的な遺産
フランクリン遠征隊の最も意義ある結果は、失踪したフランクリン隊を探しに出た遠征隊が、それまで未踏だった海岸線数千マイルを地図化したことだった。リチャード・サイリアクスが述べているように、「この遠征隊を失ったことが、成功して帰還した場合よりも多くの地理的知識を加えた可能性がある」。 同時に、海軍本部の北極探検に対する意欲を大いに削ぐことになり、その後のジョージ・ネアズによる北極遠征（1875年-1876年）までかなりの間が空くことになった。ネアズは北極点に軍艦で向かおうとして永久流氷で行く手を阻まれたことから、北極点まで続く「大通り」など無いと宣言したが、これによってイギリス海軍の北極探検に関する歴史的関与が終わることになり、そのような探検が人間の努力と金を注ぎ込む価値があるとイギリス大衆が見ていた時代も終わりを告げた。雑誌「アセネウム」の寄稿者が記しているように、「我々は北極遠征のコストと成果を天秤にかけた結果をしっかり理解し、こんなにも達成困難な事案に大きなリスクを賭ける価値があるのか、達成したとしてもそれほど価値の無いものに立ち向かうのかを問うことになる」としていた。1903年から1905年、ロアール・アムンセンがヨーア号で北西航路の横断航行に成功し、事実上1世紀続いていた北西航路探求の時代を終わらせた。

## 文化的遺産

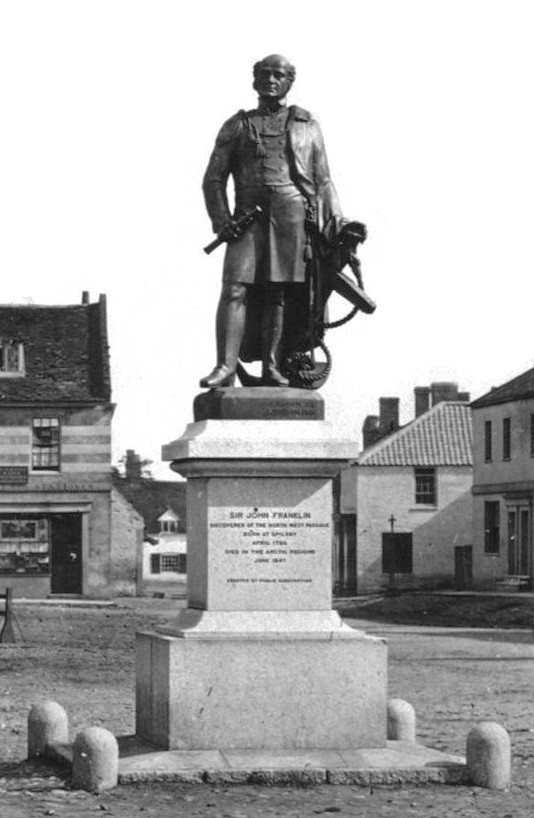
ジョン・フランクリンの彫像、故郷であるイングランド、リンカーンシャーのスピルスビーにある

フランクリン隊が失踪して後の時代に、ヴィクトリア期のマスコミはフランクリンを、北西航路を求めて隊員を率いて行った英雄として扱った。その生まれ故郷にあるフランクリンの彫像には、「ジョン・フランクリン卿、北西航路の発見者」と記されており、ロンドンのアセネウムの外、およびタスマニアにあるフランクリンの彫像にも同様な記述がある。この遠征の運命について、人肉食が発生した可能性も含めて、広く報道され議論されたが、ヴィクトリア期の大衆におけるフランクリンの位置づけは衰えなかった。カナダ人作家ケン・マグーガンによる『運命の航路』や『フランクリン夫人の復讐』の2作など多くのノンフィクション作品に題材を与えてきた。
フランクリンの最後の遠征を取り巻くミステリーは、ノバのテレビ番組『北極航路』の2006年エピソードの主題とされた。2007年のテレビ・ドキュメンタリー番組「ディスカバリーHDシアター」の『フランクリンの失われた遠征』、2008年のカナダのドキュメンタリー映画『パッセージ』もまた然りである。2009年 ITV1の旅行ドキュメンタリーシリーズの『ビリー・コノリー: 世界の果てへの旅』では、プレゼンターのコノリーとそのクルーがビーチー島を訪れ、墓場を撮影し、フランクリン遠征隊の詳細を伝えた。
この失われた遠征隊の記憶のために、カナダのノースウエスト準州の小区分の1つはフランクリン地区と呼ばれていた。高緯度の北極圏諸島を含んでいたこの行政区分は、1999年4月1日にヌナブト準州が新しく創設されたことに伴い、そこに組み入れられて廃止された。
2009年10月29日、感謝祭の特別礼拝がグリニッジのオールド・ロイヤル・ナーバル・カレッジの礼拝堂で開催され、そこのフランクリンの国家記念碑に再度献納が行われた。この礼拝では、イングランドに送還された唯一の遺骸であり、1873年に記念碑の中に収められていたヘンリー・トマス・ダンダス・ル・ベスコンテ大尉の遺骸を、厳粛に再度埋葬する儀式が行われた。この行事には国際的極圏関係者と招待客が集まり、極圏旅行者、写真家、著作家に、フランクリン、フランシス・ロードン・モイラ・クロージャー大佐とその部下の子孫、彼らを探しに行った者達の家族、すなわちフランシス・レオポルド・マクリントック提督、ジョン・ロス代将、ロバート・マクルアー少将の家族がいた。この行事はジェレミー・フロスト牧師と極圏歴史家のフー・ルイス＝ジョーンズ博士が主宰し、ポーラーワールドと在イギリスカナダ高等弁務官事務所が組織つくりをおこなった。カナダ北部の海図作りにおいてイギリスが果たした貢献を祝うものであり、地理的発見を追求して落とされた命を顕彰した。イギリス海軍はニック・ウィルキンソン提督が代表し、祈祷者はウーリッジ司教が指導し、朗読者にはグリニッジ基金の首席執行役ダンカン・ウィルソンからの雄弁な賛辞、さらにカナダ高等弁務官のH・E・ジェイムズ・ライトからの賛辞があった。
この北極礼拝に続いてペインテッドホールであった私的なドリンク・レセプションでは、パークス・カナダの海洋考古学者主任のロバート・グレニアが、失踪した遠征船について進行中の捜索を説明した。翌日、極圏著作家の一団がロンドンのケンサル・グリーン墓地に行って、そこに眠る北極探検者に敬意を表した。マクルアーの墓は探すのが難しかったが見つかった。とくに彼の記念碑が将来保存されることが期待されている。フランクリン隊を探した多くのベテラン達、ホレイショ・トマス・オースティン提督、ジョージ・バック提督、エドワード・オーガスタス・イングルフィールド提督、ベッドフォード・クラッパートン・トレベリアン・ピム提督、ジョン・ロス提督がそこに埋葬されている。フランクリンの尊敬すべき妻ジェイン・グリフィンもケンサル・グリーンの地下室に埋葬されており、その姪であるソフィア・クラクロフトに捧げられた大理石十字架で記念されている。

### フィクションや芸術における引用
1850年代から現代まで、フランクリンの失われた遠征隊は多くの文学作品にヒントを与えてきた。中でも最初のものはウィルキー・コリンズが書いた戯曲『The Frozen Deep』であり、チャールズ・ディケンズが補助し、劇制作も行った。この劇は1857年初期にタビストック・ハウスで私的な観衆を前に興行され、さらにロイヤル・ギャラリー・オブ・イラストレーション（ヴィクトリア女王のための御前上演を含む）やマンチェスター・トレードユニオン・ホールでの一般公演も行われた。1859年にフランクリンの死の知らせが、アルジャーノン・チャールズ・スウィンバーンのものなど、哀歌をうまれさせた。

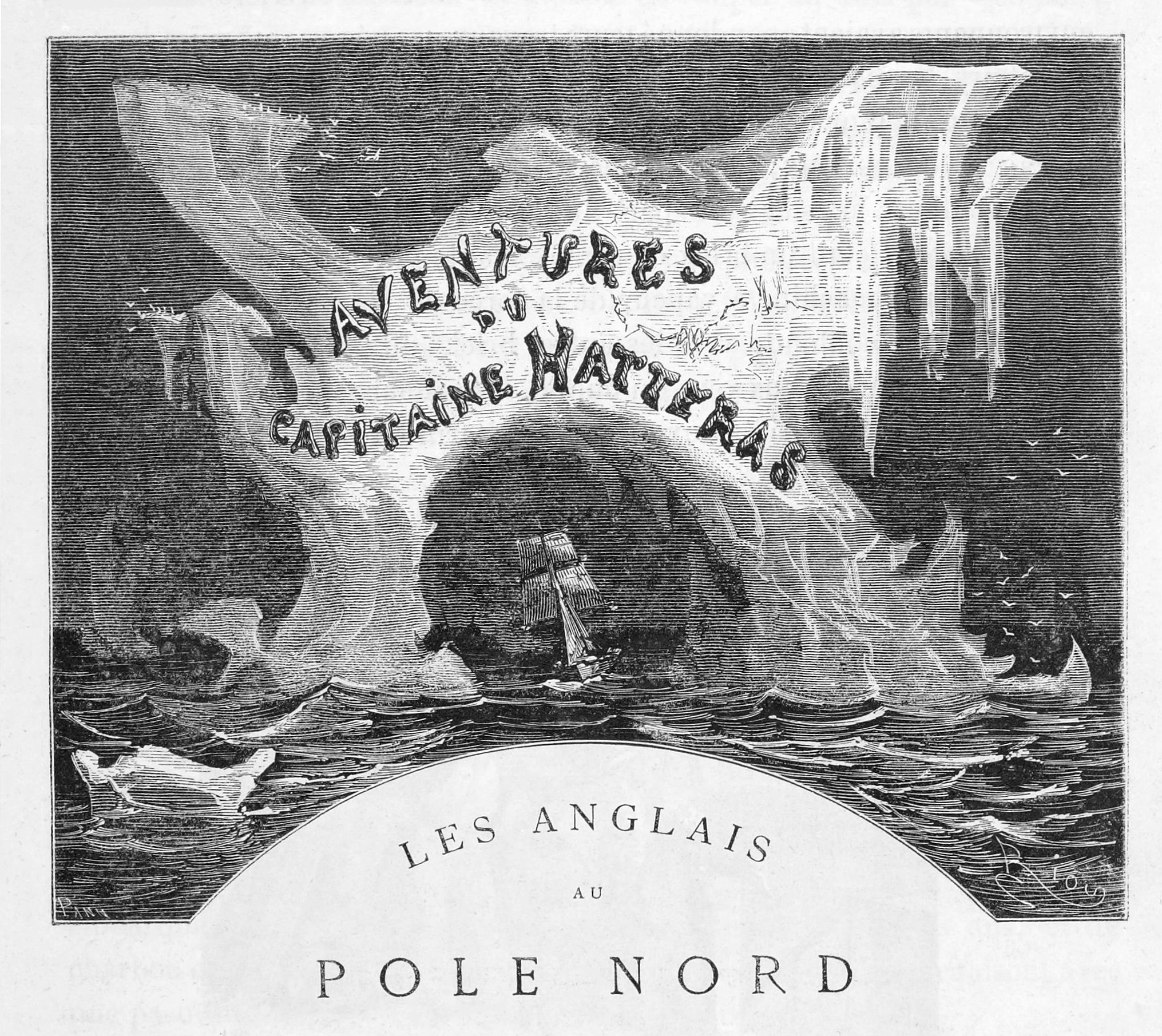
エドゥアール・リウーによるジュール・ヴェルヌの『ハテラス船長の冒険』表紙に使われたイラスト

フランクリンの最後の遠征に関するフィクションでの扱いは、ジュール・ヴェルヌの『ハテラス船長の冒険』（1866年）に始まり、小説の英雄がフランクリンの足跡を辿り、北極には巨大な火山があることを発見する。ドイツの小説家ステン・ナドルニーの『遅さの発見』（1983年、英訳1987年）はフランクリンの生涯全体を扱い、最後の遠征については簡単に触れるだけである。その他近年のフランクリンを扱ったものとしては、モルデカイ・リッチラーの『Solomon Gursky Was Here』、ウィリアム・T・ヴォルマンの『ザ・ライフルズ』（1994年）、ジョン・ウィルソンの『North With Franklin: The Journals of James Fitzjames』（1999年）、ダン・シモンズの『ザ・テラー 極北の恐怖』（2007年）があり、特に最後の『ザ・テラー 極北の恐怖』は2013年2月にAMCでテレビ映画化されると発表された。この遠征はホラー・ロールプレーイング・ゲーム『The Walker in the Wastes』の主題にもなった。最近のクライブ・カッスラーによる2008年の小説『北極海レアメタルを死守せよ』では、話の中心要素としてフランクリン遠征隊の試練を取り込み、リチャード・フラナガンの小説『Wanting』（2009年）は、フランクリンのタスマニアと北極圏双方の偉業を扱っている。2013年のホワイト・パッセージは、タイムトラベルの概念と失われた遠征隊のもう一つの運命の結果をいれたSF小説のリストを仕上げている。2012年1月12日、BBCのラジオ4ではフランクリン隊に基づく『エレバス』と題するラジオ劇を放送した。
フランクリンの最後の遠征は多くの音楽にもヒントを与えた。その最初のものは『フランクリン夫人の嘆き』というバラード（『ロード・フランクリン』とも呼ばれた）であり、1850年代に始まり、その後多くのアーティストが録音した。例えば、マーティン・カーシー、ペンタングル、シネイド・オコナー、パールフィッシャーズ、ジョン・ウォルシュなどである。他にフランクリンがヒントになった歌としては、フェアポート・コンヴェンションの『I'm Already There』、ジェームス・テイラーの『Frozen Man』（ビーティのジョン・トーリントンを写した写真に基づく）がある。
フランクリン遠征隊のカナダ文学に与えた影響は特に重大なものだった。当代のフランクリン関連バラードで良く知られたものにオンタリオ州のフォーク歌手スタン・ロジャーズの『北西航路』（1981年）があり、非公式だがカナダの国歌と言われている。カナダの著名作家マーガレット・アトウッドは、フランクリンの遠征をカナダのある種の国家的神話として語り、「あらゆる文化で多くの話が語られているが、ほんの少しのみが語られまた語られ、これらの話は試験に耐えることになる。カナダの文学でそのような話の一つがフランクリン遠征である」と述べている。
その他最近のカナダ詩人による扱いではグウェンドリン・マッキーウェンによる詩劇『テラーとエレバス』があり、1960年代にCBCのラジオで放送された。またデイビッド・ソルウェイの詩『フランクリンの航路』（2003年）もある。ドミニク・フォーティエのフランス語で書かれた小説『Du bon usage des étoiles』（星のうまい使い方）は、様々な視点とジャンルからフランクリン遠征を創造的に検討しており、カナダの幾つかの文学賞で候補にもなった。シェイラ・フィッシュマンによる英訳本『On the Proper Use of Stars』も、2009年にフランス語から英語への翻訳作品でガバナー・ジェネラルの文学賞候補になった。

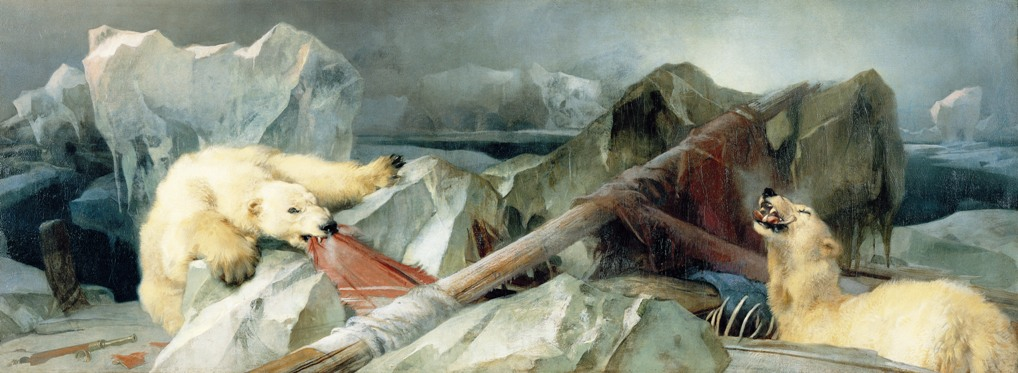
エドウィン・ランドシーアによる絵画『人は提案し、神は処置する』、1864年

フランクリン遠征隊の失踪は、絵画の世界でもアメリカやイギリスの多くの画家に刺激を与えた。1861年、フレデリック・エドウィン・チャーチが『氷山』と題する大きな油絵を描き上げた。その年の後半、展示のためにイングランドに持っていく前に、壊れた船のマストのイメージを書き加えてフランクリンへの沈黙の弔辞にした。1864年、エドウィン・ランドシーアの『人は提案し、神は処置する』は毎年のロイヤルアカデミー展示会でひと騒ぎ起こした。2匹のホッキョクグマを描いており、1匹はボロボロになった船の旗を噛んでおり、もう1匹は人の胸郭を齧っている。当時は悪趣味とも見られたが、遠征隊の末期について強烈なイメージを抱かされるものとして留まって来た。この展示は、多くの人気ある版画やイラスト、さらに多くのパノラマ、ジオラマ、マジック・ランタンショーにもヒントを与えてきた。
ゲーム「Dread Hunger」は、フランクリン遠征から約12年後に捜索のために出発したフォックス号が舞台である。その乗組員がプレイキャラとなり、ゲーム内に「廃船」となったエレバス号とテラー号も出てくる。

## 年譜
- 1845年5月19日: フランクリン遠征隊がイングランドを出発
- 1845年7月: 遠征隊がグリーンランドで入港、乗組員5人と、手紙の束を故国に送り返す
- 1845年7月28日: ヨーロッパ人による最後の視認（バフィン湾の捕鯨船）
- 1845年-1846年: ビーチー島で越冬、隊員3人が結核で死に、埋葬
- 1846年: エレバス とテラー がビーチー島を出発、ピール・サウンドからキングウィリアム島に向かう
- 1846年9月12日: キングウィリアム島沖で、両船とも氷に行く手を阻まれる
- 1846年-1847年: キングウィリアム島で越冬
- 1847年5月28日: 最初のメモの日付、「全て良し」
- 1847年6月11日: フランクリン死亡
- 1847年-1848年: 氷が解けず再度キングウィリアム島で越冬
- 1848年4月22日: エレバス とテラー を放棄、1年7か月間氷に閉じ込められていた
- 1848年4月25日: 第2のメモの日付、24人が死に、生存者は4月26日に南のバック川に行軍を始めると記述
- 1850年(?): イヌイットが放棄された船に乗船、キングウィリアム島沖で氷に捕まっていた
- 1850年(?): イヌイットが、40人がキングウィリアム島の南を歩いているのを目撃
- 1851年(?): イヌイット狩猟者が、4人が南に向かっているのを目撃、生存者を見たことが確認された最後の証言（チャールズ・ホールが報告）
- 1852年-1858年 (?): イヌイットが、かなり南のベイカー湖地域でクロージャーともう一人を見たと証言
- 1854年: ジョン・レイが土地のイヌイットを面接、イヌイットは遠征隊の物品を渡し、人々が人肉食に訴えた後で飢えて死んだと告げた
- 1859年: マクリントックが放棄されたボートを発見、キングウィリアム島のケアンでは海軍本部へのメッセージを発見

## 関連図書
- Beardsley, Martin (2002). Deadly Winter: The Life of Sir John Franklin.  London: Chatham Publishing.  ISBN 1-86176-187-2.
- Brandt, Anthony (2010). The Man Who Ate His Boots: The Tragic History of the Search for the Northwest Passage. ISBN 978-0-307-26392-6.
- Coleman, E.C. (2006). History of the Royal Navy and Polar Exploration: From Franklin to Scott: Vol. 2. Tempus Publishing. ISBN 978-0-7524-4207-5.
- Davis-Fisch, Heather. (2012). Loss and Cultural Remains in Performance: The Ghosts of the Franklin Expedition. Toronto: Palgrave Macmillan. ISBN 0-23034-032-6.
- M'Clintock, Francis L. (1860). The Voyage of the Fox in the Arctic Seas: A Narrative of the Discovery of the Fate of Sir John Franklin and His Companions. Boston: Ticknor and Fields.
- Lambert, Andrew (2010). Franklin: Tragic Hero of Polar Exploration. London: Faber and Faber. ISBN 978-0-571-23161-4.
- Mirsky, Jeannette (1970). To the Arctic!: The Story of Northern Exploration from Earliest Times, ISBN 0-226-53179-1.
- Murphy, David (2004). The Arctic Fox: Francis Leopold McClintock. Toronto: Dundurn Press, ISBN 1-55002-523-6.
- Poulsom, Neville W., and Myers, J.A.L. (2000). British Polar Exploration and Research; a Historical and Medallic Record with Biographies 1818–1999. (London: Savannah). ISBN 978-1-902366-05-0.
- 角幡唯介『アグルーカの行方 129人全員死亡、フランクリン隊が見た北極』（2012、集英社） ISBN 978-4087815061.